# François-Robert Wright
François-Robert Wright (* 3. Februar 1945 in Niamey) ist ein nigrischer Offizier.

## Leben
François-Robert Wright meldete sich nach dem Besuch der Grundschule und der Mittelschule 1964 als Freiwilliger zu den Nigrischen Streitkräften. Er ging auf Militärschulen für Luftstreitkräfte in Nîmes, Cognac, Aulnat und Salon-de-Provence in Frankreich und machte 1966 am französischen Militärflugplatz Avord den Pilotenschein 2. Klasse. Wright erreichte bei den Nigrischen Streitkräften 1968 den Rang eines Leutnants. 1972 machte er in Toulouse den Pilotenschein 1. Klasse und wurde Ende des Jahres zum stellvertretenden Kommandanten der nationalen Flugstaffel Nigers befördert. Wright gehörte zu den Offizieren, die am 15. April 1974 den nigrischen Staatspräsidenten Hamani Diori bei einem Militärputsch stürzten. Seine Aufgabe während des Putsches bestand darin, gemeinsam mit Seyni Kountché und Boulama Manga die gesamte Operation zu koordinieren. Die beteiligten Offiziere schlossen sich unter dem Vorsitz von Kountché im Obersten Militärrat zusammen, der von 1974 bis 1989 regierenden Militärjunta des Landes. Ab 1975 war Wright Kommandant der nationalen Flugstaffel. Seit 1995 im Rang eines Brigadegenerals der Luftstreitkräfte, ging er 1996 in den Ruhestand.

## Ehrungen
- Großoffizier des nigrischen Nationalordens (1995)
- Großes Verdienstkreuz mit Stern des Verdienstordens der Bundesrepublik Deutschland (1983)
- Großoffizier des ägyptischen Ordens der Republik (1979)
- Großoffizier des syrischen Nationalordens (1980)
- Kommandeur des französischen Nationalverdienstordens (1986)
- Kommandeur des Ordre du Mono (1979)
- Kommandeur des guineischen Nationalordens (1982)[1]